# Biancavilla
Biancavilla là một đô thị ở tỉnh Catania, Sicilia, phía nam Italia. Đô thị này nằm giữa các thị trấn Adrano và S. Maria di Licodia, 32 km phía tây bắc của Catania.
Đô thị Biancavilla được những người tị nạn Albania thành lập ngày 8 tháng 1 năm 1488. Đô thị này sau đó có tên gọi Altavilla, và năm 1599 thì có tên Biancavilla như hiện nay.